# Championnat du Liberia de football 2013-2014
Navigation
Edition 2012 Edition 2016
La saison 2013-2014 du Championnat du Liberia de football est la 41e édition du championnat de première division liberien. Les douze clubs engagés sont regroupés au sein d'une poule unique où ils s'affrontent à deux reprises, à domicile et à l'extérieur. En fin de saison, les trois derniers du classement sont relégués et remplacés par les trois meilleurs clubs de Second Division, la deuxième division nationale.
C'est le tenant du titre, Barrack Young Controllers FC qui remporte à nouveau la compétition cette saison après avoir terminé en tête du classement final, avec un seul point d'avance sur LPRC Oilers et trois sur MC Breweries. C'est le deuxième titre de champion du Liberia de l'histoire du club.

## Participants
- LISCR FC
- Barrack Young Controllers FC
- Mighty Blue Angels
- LPRC Oilers
- Ganta Black Stars
- Red Lions FC
- Invincible Eleven
- Jubilee FC
- NPA Anchors - Promu de D2
- Keitrace FC - Promu de D2
- Watanga FC
- MC Breweries

## Compétition

### Classement
Le classement est établi sur le barème de points classique (victoire à 3 points, match nul à 1, défaite à 0). Pour départager les égalités, on tient d'abord compte de la différence de buts générale, puis du nombre de buts marqués, puis des confrontations directes.
| Rang | Équipe                        | Pts | J  | G  | N | P  | Bp | Bc | Diff |
| ---- | ----------------------------- | --- | -- | -- | - | -- | -- | -- | ---- |
| 1    | Barrack Young Controllers FCT | 40  | 22 | 11 | 7 | 4  | 28 | 14 | +14  |
| 2    | LPRC Oilers                   | 39  | 22 | 11 | 6 | 5  | 34 | 17 | +17  |
| 3    | MC Breweries                  | 37  | 22 | 10 | 7 | 5  | 26 | 16 | +10  |
| 4    | Watanga FC                    | 34  | 22 | 9  | 7 | 6  | 33 | 26 | +7   |
| 5    | LISCR FC                      | 34  | 22 | 9  | 7 | 6  | 31 | 26 | +5   |
| 6    | NPA AnchorsP                  | 33  | 22 | 10 | 3 | 9  | 26 | 28 | -2   |
| 7    | Invincible Eleven             | 33  | 22 | 10 | 3 | 9  | 20 | 22 | -2   |
| 8    | Keitrace FCP                  | 30  | 22 | 8  | 6 | 8  | 25 | 27 | -2   |
| 9    | Jubilee FC                    | 29  | 22 | 7  | 8 | 7  | 27 | 23 | +4   |
| 10   | Ganta Black Stars             | 22  | 22 | 6  | 4 | 12 | 24 | 34 | -10  |
| 11   | Red Lions FC                  | 20  | 22 | 5  | 5 | 12 | 16 | 29 | -13  |
| 12   | Mighty Blue Angels            | 11  | 22 | 2  | 5 | 15 | 18 | 46 | -28  |

|  | Qualification pour la Ligue des champions de la CAF 2015 |
|  | Relégation directe en Second League                      |
|  | T : Tenant du titre P : Promu de Second League           |

## Bilan de la saison
| Championnat du Liberia de football 2013-2014                        |                                         |
| Champion                                                            | Barrack Young Controllers FC (2e titre) |
| Coupes et trophées                                                  |                                         |
| Vainqueur de la Coupe du Liberia 2013-2014                          | FC Fassell (D2)                         |
| Qualifications continentales                                        |                                         |
| Ligue des champions de la CAF 2015                                  | Barrack Young Controllers FC            |
| Coupe de la confédération 2015                                      | FC Fassell                              |
| Promotions et relégations                                           |                                         |
| Promus en First Division                                            | FC Fassell                              |
| Promus en First Division                                            | Nimba United                            |
| Promus en First Division                                            | Aries FC                                |
| Relégués en Championnat du Liberia de football de deuxième division | Ganta Black Stars                       |
| Relégués en Championnat du Liberia de football de deuxième division | Red Lions FC                            |
| Relégués en Championnat du Liberia de football de deuxième division | Mighty Blue Angels                      |